# Geodia agassizi
Geodia agassizi är en svampdjursart som beskrevs av Lendenfeld 1910. Geodia agassizi ingår i släktet Geodia och familjen Geodiidae. Inga underarter finns listade i Catalogue of Life.